# سيدي أحمد بنعيسى
سيدي أحمد بنعيسى هي قرية في إقليم سيدي قاسم ضمن جهة الغرب شراردة بني حسين بالغرب المغربي. كان مجموع عدد سكان جماعة سيدي أحمد بنعيسى 8.901 نسمة.(تعداد السكان الرسمي 2004)